# Klaus Welle

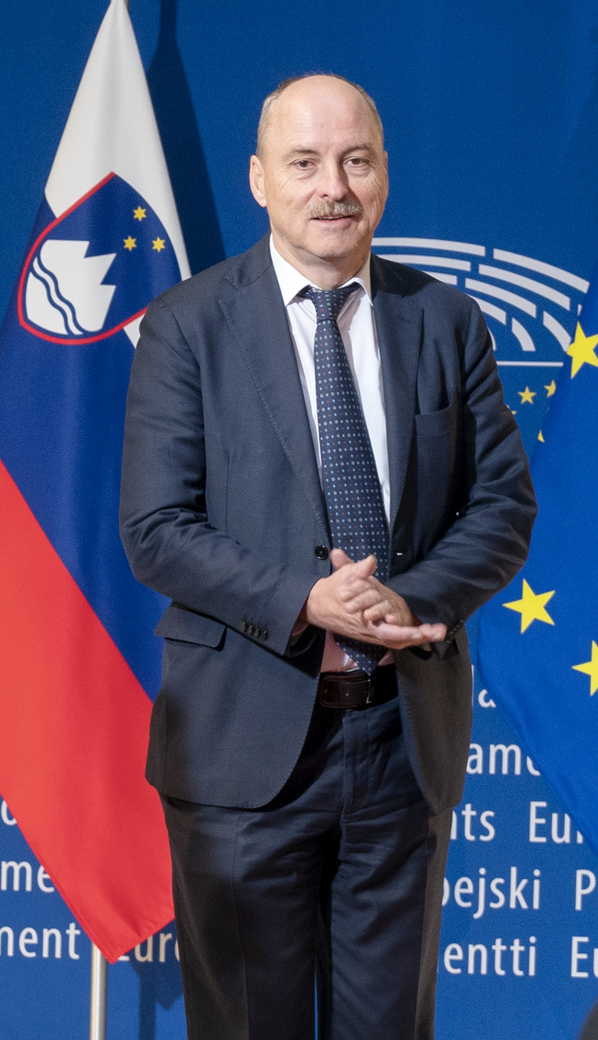
Klaus Welle 2022

Klaus Welle (* 3. Juli 1964 in Beelen, Kreis Warendorf) ist ein deutscher Politiker und war von März 2009 bis Dezember 2022 Generalsekretär des Europäischen Parlaments.

## Leben
Nach dem Abitur am Gymnasium Laurentianum in Warendorf im Jahre 1984, einer Bankausbildung bei der Westdeutschen Landesbank in Münster und dem Studium der Wirtschaftswissenschaften an der Universität Witten/Herdecke mit den Schwerpunkten Institutionentheorie und Bankwirtschaft wurde er 1991 Abteilungsleiter für Europa- und Außenpolitik in der Bundesgeschäftsstelle der CDU. Er arbeitete dort unter den Generalsekretären Volker Rühe und Peter Hintze. In den Jahren von 1989 bis 1998 gehörte er dem Bundesvorstand der Jungen Union als Sprecher für Europa- und Außenpolitik an. 
Auf Vorschlag des Vorsitzenden der Europäischen Volkspartei Wilfried Martens wählte ihn die EVP 1994 zu ihrem Generalsekretär. In seine Amtszeit bis 1999 fielen die Öffnung der EVP für zahlreiche konservative Parteien und neue Mitglieder aus den EU-Beitrittsländern Mittel- und Osteuropas sowie die Gründungen der Jungen Europäischen Volkspartei, der Europäischen Senioren-Union (ESU) und der EVP-Mittelstandvereinigung (SME-Union). 
Von 1999 bis 2004 war Welle Generalsekretär der Fraktion der Europäischen Volkspartei im Europaparlament. 
Ab 1. Januar 2004 war er Generaldirektor für Interne Politik im Europaparlament. Als im Januar 2007 das Europäische Parlament Hans-Gert Pöttering (EVP) zu seinem neuen Präsidenten wählte, wurde Klaus Welle zum Chef des Kabinetts des Präsidenten ernannt.
Am 16. März 2009 trat Welle das Amt des Generalsekretärs des Europäischen Parlaments als Nachfolger des Dänen Harald Rømer an, der in den Ruhestand ging. Im Zusammenhang mit vom Parlament bezuschussten Urlauben für die Kinder Parlamentsangehöriger stand Welle im Februar 2010 wegen mangelnder Transparenz bei der Haushaltsführung in der Kritik. Zum 1. Januar 2023 wurde der Italiener Alessandro Chiocchetti Welles Nachfolger als Generalsekretär, nachdem dieser im Juni 2022 seinen Rückzug angekündigt hatte.
FAZ-Korrespondent Werner Mussler bezeichnete Welle als den strategischen Kopf hinter der Idee, bei der Europawahl 2014 mit einem (von den Verträgen nicht vorgesehenen) Spitzenkandidaten anzutreten; Juncker habe sein Amt auch dem „Strippenzieher“ Welle zu verdanken.